# Windtalkers
Windtalkers är en amerikansk film från 2002 och är regisserad av John Woo. Filmen baserar sig på sanna händelser.

## Handling
Under andra världskriget på ön Saipan får den amerikanska sergeanten Joe Enders (Nicolas Cage), med många traumatiska minnen och skador från kriget, i uppdrag att försvara amerikanernas kodspråk som baserar sig på navajospråket med sitt liv. Han skall alltså skydda kodtalaren, en äkta navajoindian. Slaget blir blodigt och hänsynslöst men striderna för de två närmare varandra.

## Rollista
| Nicolas Cage     | – Sergeant Joe Enders        |
| Adam Beach       | – Private Ben Yahzee         |
| Peter Stormare   | – Gunnery Sergeant Hjelmstad |
| Noah Emmerich    | – Private Chick              |
| Mark Ruffalo     | – Private Pappas             |
| Brian Van Holt   | – Private Harrigan           |
| Martin Henderson | – Private Nellie             |
| Roger Willie     | – Private Charlie Whitehorse |
| Frances O'Connor | – Rita                       |
| Christian Slater | – Sgt. Pete 'Ox' Anderson    |
| Jason Isaacs     | – Major Mellitz              |
| Billy Morts      | – Fortino                    |
| Cameron Thor     | – Mertens                    |
| Kevin Cooney     | – Ear Doctor                 |
| Holmes Osborne   | – Colonel Hollings           |